# 강원랜드
주식회사 강원랜드는 석탄산업 사양화에 따른 폐광지역 경제회생을 위해 관광산업을 육성할 목적으로 폐광지역개발지원에관한특별법에 의거 1998년 6월 설립된 산업통상자원부 산하의 공기업이다. 대한민국에서 유일하게 내국인이 출입 가능한 카지노를 운영하고 있다. 정선군에 있기 때문에 정선 카지노라고도 불린다.

## 지분 구성
강원랜드는 대한민국 산업통상자원부 산하의 한국광해관리공단과 강원특별자치도에서 설립한 강원도개발공사, 그리고 폐광지역의 지방자치단체 등 공공부문이 약 51%의 지분을 보유하고 있다.

## 입장권
2016년 1월 1일부터 이곳에서 도박을 하려면 9000원을 지불해야한다. 입장세 9,000원은 개별소비세 6,300원, 교육세 1,890원, 부가가치세 810원로 구성되어 있다. 입장권 구입은 여신전문금융업법 1장 2조 3항 다목 및 여신전문금융업법 시행령 1조의2, ②-1 에 근거, 신용카드 결제가 불가하다.

## 사업
하이원리조트와 강원랜드 카지노, 호텔 등을 운영하고 있다. 스키장과 리조트는 행정구역이 대부분 고한읍이고 카지노와 호텔,본사 건물은 사북읍에 속해있다.

## 연혁
- 1998년 6월: ㈜강원랜드 설립(공공부문 510억원)
- 2005년 7월: 강원랜드 하이원 골프장 공식 개장

## 조직

### 대표이사
- 사회공헌위원회
- 비서실

#### 부사장
- Surveillance팀
- 인재개발센터
- KLACC

##### 법무실
- 준법감시팀
- 송무팀

##### 홍보실
- 언론팀
- 홍보팀

##### IT실
- IT보안팀
- IT운영팀

##### 마케팅실
- 마케팅기획팀
- Sales팀
- MICE
- 고개만족팀
- 하이원스포츠단

##### 시설관리실
- 시설지원팀
- 건설관리팀
- 시설운영팀

##### 안전실
- 안전지원팀
- 리조트안전팀
- 카지노안전팀
- 산업안전팀

##### 기획본부
- 기획조정실
  - 경영기획팀
  - 예산팀
  - 대외협력팀
  - 투자관리팀
- 미래전략실
  - 중장기전략팀
  - 신사업추진팀
- 사회공헌실
  - 사회공헌팀
  - 지역협력팀
  - 협력사상생팀

##### 경영본부
- 인사지원실
  - 총무팀
  - 인사팀
  - 직원행복팀
- 재무관리실
  - 자금팀
  - 회계팀
  - 구매계약팀

##### 카지노본부
- 카지노지원팀
  - 칩스관리팀
  - 카지노고객팀
  - 환전팀
  - 카지노개발팀
- 카지노 영업실
- 테이블지원팀
- 테이블영업A팀
- 테이블영업B팀
- 테이블영업C팀
- 머신영업팀

##### 리조트본부
- 리조트개발팀
- 호텔영업실
  - 호텔지원팀
  - 객실팀
  - 식음팀
  - 조리팀
- 레저영업실
  - 레저지원팀
  - 콘도영업팀
  - 레저영업실

## 논란
본래 강원랜드는 폐광지역 개발과 관광산업 육성을 위해 탄생하였으나 개장 이후 돈을 잃은 사람들이 도박 빚을 비관해 자살하는가 하면 노숙에 사기, 절도까지 매년 증가하여 논란이 되어 왔다.
또한 강원랜드는 각종 입찰 비리, 직원들의 횡령 돈세탁 등 비리가 끊이지 않아 왔다. 2000년 개장 이후 10년도 지나지 않은 2009년 보도에 따르면 회사기금 횡령 등으로 징계를 받거나 사법 처리된 직원 수가 무려 160여 명에 이르는 것으로 나타났다. 이러한 사건은 2014년까지도 끊이지 않고 있다. 2013년~2014년에만 76명이 각종 비위로 징계를 받았으며 직원들이 횡령, 비리, 예산 낭비, 음주운전 사망사고, 폭행, 절도, 무단 결근, 여자 기숙사 침입, 사문서 위조 등의 범죄 행위를 끊임없이 저지르고 있어 '비리백화점', '횡령랜드'라는 별명까지 붙어 매스컴에 보도되고 있는 상황이다.

## 본점 및 지점 현황
- 본점: 강원특별자치도 정선군 사북읍 하이원길 265
- 태백: 강원특별자치도 태백시 태백로 1628 (문곡동)

## 같이 보기
- 분수 (설비)
- 음악 분수
- 아이다 크루즈